# Stanisław Wojciechowski
Stanisław Wojciechowski (n. 15 martie 1869, Kalisz, Imperiul Rus – d. 9 aprilie 1953, Gołąbki⁠(d), Republica Populară Polonă, Polonia) a fost un politician și om de știință polonez. În 1922, după asasinarea președintelui Gabriel Narutowicz, a fost ales Președinte al Republicii Polone. Wojciechowski a fost demis după lovitura de stat din mai 1926.

## Familie
Stanisław Wojciechowski a fost fiul lui Felix (1825-1881) și a celei de-a doua sa soție, Florentyna Vorhoff (cca. 1833-1910). Stanisław Wojciechowski a avut o soră, Mirowska Josepha și doi frați vitregi. El s-a căsătorit cu Maria Kiersnowska (1869-1959) și a avut o fiică Sofia, pictoriță, care s-a căsătorit cu Władysława Jana Grabskiego, scriitor (tatăl lui era Macieja Władysława Grabskiego și bunica Małgorzaty Kidawy-Błońskiej). Președintele a avut, de asemenea, un fiu, Edmunda (1903–1941), avocat, care a murit în Auschwitz.

## Premii
- Ordinul Vulturul Alb
- Marea Cruce a Ordinului Restituta polonez
- Marea Cruce a Ordinului Leului Alb (Cehoslovacia)
- Ordinul Elefantului (Danemarca)
- Crucea Librtății de clasa I (Estonia)
- Marea Cruce a Legiunii de Onoare[5] (Franța)